# Lipovec, Semič
Lipovec este o localitate din comuna Semič, Slovenia, cu o populație de 31 de locuitori.